# Dubioza kolektiv

Logo chính thức của ban nhạc.

Dubioza kolektiv (a.k.a. Dubioza được fans sử dụng) là một ban nhạc Bosnian, Phong cách chơi nhạc nhiều thể loại như Reggae, Dub và Rock được trộn lẫn vào nhau với bài hát mang hướng chính trị với khuynh hướng nâng cao tinh thần và giai điệu.

## Lịch sử
Lời bài hát Dubioza Kolektiv xoay quanh chủ đề về hòa bình, sự hiểu biết và khoan dung, cùng với một sự chỉ trích cực đoan của chủ nghĩa dân tộc và bất công thực hiện trong Bosnia và Herzegovina kết quả của cuộc chiến tranh Nam Tư đầu những năm 1990. Ban nhạc được thành lập từ các thành viên của các ban nhạc Gluho Doba (Against Deaf Age) - Alan Hajduk, Adisa Zvekić, Almir Hasanbegović và Adis Zvekić đến từ Zenica và Ornamenti - Brano Jakubović and Vedran Mujagić đến từ Sarajevo. Thời gian sau, Armin Bušatlić chơi guitar (ex-SCH, Beastly Stroke), Senad Šuta chơi trống và Orhan Oha Maslo chơi nhạc cụ gõ tham gia Dubioza kolektiv.

## Đĩa hát
Studio albums
- Dubioza kolektiv (2004)
- Dubnamite (2006)
- Firma Ilegal (2008)
- 5 do 12 (2010)
- Wild Wild East (2011)
- Apsurdistan (2013)
- Happy Machine (EP) (2014)

Extended plays
- Open Wide (EP) (2004)

### Videos
- Bring the System Down (2004)
- Be Highirly (2004)
- Bosnian Rastafaria (2005)
- Ovo je zatvor (2005)
- Receive (Live) (2006)
- Wasted Time (2006)
- Triple Head Monster (2007)
- Svi u štrajk (2007)
- Šuti i trpi (2008)
- Walter (2010)
- Kokuz (2010)
- Making Money (2011)
- Kažu (2013)
- U.S.A. (2013)
- No Escape (from Balkan) (2014)

## Thành viên ban nhạc

### Thành viên hiện tại
- Almir Hasanbegović: vocals
- Adis Zvekić: vocals
- Brano Jakubović: Electronics
- Vedran Mujagić: Bass
- Armin Bušatlić: Guitar
- Mario Ševarac: Saxophone
- Senad Šuta: drums

## Liên hoan
Ban nhạc biểu diễn tại:
- Festival Le Chien à Plumes, France (2014)
- Sziget Festival, Hungary (2005, 2012, 2013)
- Soča Reggae Riversplash festival, Slovenia (2005)
- Exit Festival Serbia (2005, 2009, 2013)
- Eurosonic Festival, Netherlands (2005)
- INmusic Festival, Croatia (2010, 2011)
- Topvar Rock Festival, Slovakia (2005, 2006)
- Barevná planeta festival, Czech Republic (2005)
- Rototom Festival, Italy (2006)
- Colors of Ostrava Festival, Czech Republic (2006)
- Green Valley Festival, Austria (2006)
- Fête de l'Humanité, France (2006)
- Barbakan festival, Slovakia (2007)
- Taksirat Festival, Macedonia (2007, 2010, 2013)
- D Festival, Macedonia (2013)
- Beer Festival Prilep, Macedonia (2009)
- Pohoda festival, Slovakia (2010)
- Vrbovské Vetry, Slovakia (2011)
- Hıdrellez Parkorman 2012, Turkey (2012)
- Festival du Bout du Monde, France (2012)
- Bucovina Rock Castle, Romania (2012)
- Festival Terre de Couleurs, France (2012)
- Fête de la Bohème, France (2012)
- Przystanek Woodstock, Poland (2012)
- Festival Músicas do Mundo, Portugal (2012, 2013)
- Sabotage Festival,Romania (2013)
- Rock al Parque, Bogotá, Colombia (2013)
- Roskilde Festival, Denmark (2013)
- Pohoda festival, Slovakia (2013)
- Demofest, Bosnia And Herzegovina (2013)
- Belgrade Beer Festival, Serbia (2011, 2013)
- Lowlands, The Netherlands (2013)
- Festival of youth of SYRIZA, Greece (2013)
- Paaspop, The Netherlands (2014)